# Jari-Projekt

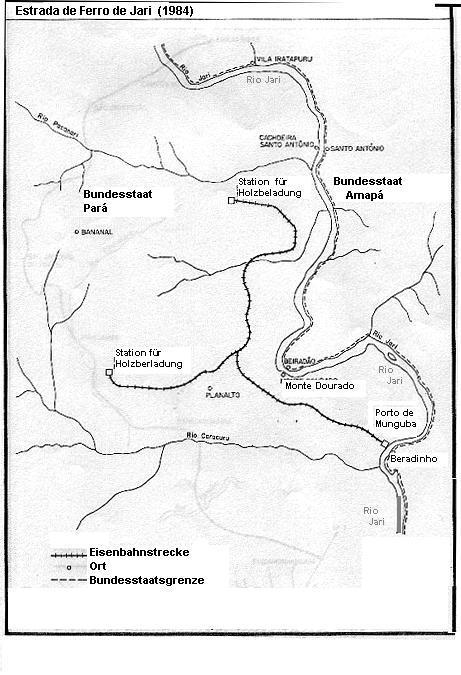
Karte des Gebietes, welches durch das Projekt Jari benutzt wird

Das Projekt Jari wurde im Rahmen des Projeto Calha Norte in die Praxis umgesetzt mit dem Ziel, Amazonien umzugestalten.

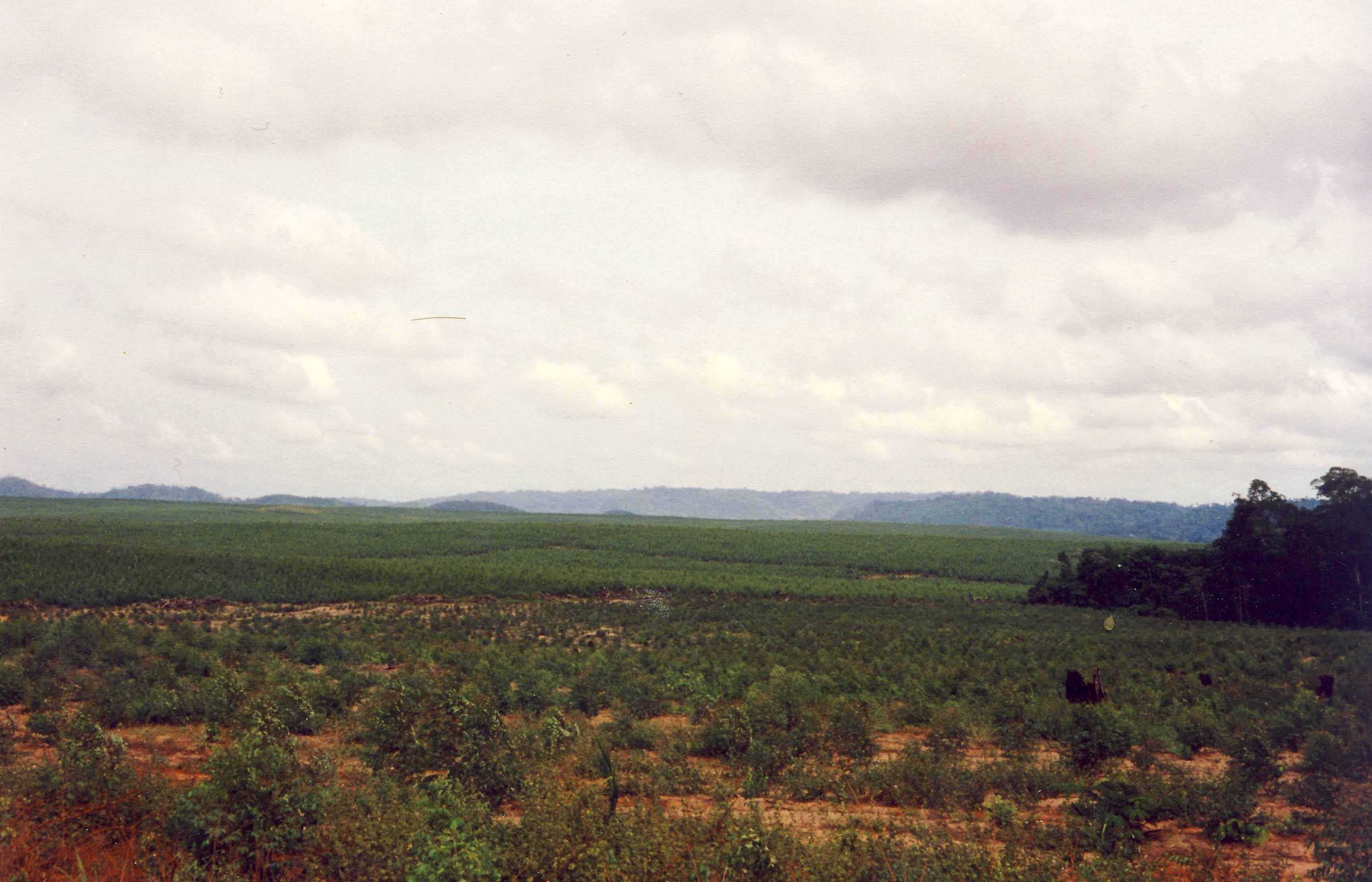
Erosion nach massenhaften Anbau von Eukalyptus im Projekt Jari, Foto 1995

Dieses Projekt wurde von dem nordamerikanischen Milliardär Daniel K. Ludwig in den 1970er Jahren betrieben.
Er kaufte 1967 16.000 Quadratkilometer Urwaldland in Brasilien am Jari-Fluss. Parallel zu diesen Aktivitäten begann die Betreiberfirma Eukalyptus anzupflanzen, da es sich hierbei um schnell wachsende Bäume handelte und man sich hieraus einen schnellen Profit versprach. Die ersten Bäume benötigten lediglich eine Wachstumszeit von sieben Jahren und konnten praktisch im achten Jahr verarbeitet werden. Begeistert von diesen Ergebnissen, wurde ein Urwaldgelände von der Größe Belgiens gerodet und mit Eukalyptus bepflanzt. Noch heute kann der Besucher die ökologischen Folgen dieses Raubbaus in dem großen Waldgebiet betrachten. Der Boden wurde in kurzer Zeit (nach 2–3 Ernten) unbrauchbar, und das Land verkarstete.

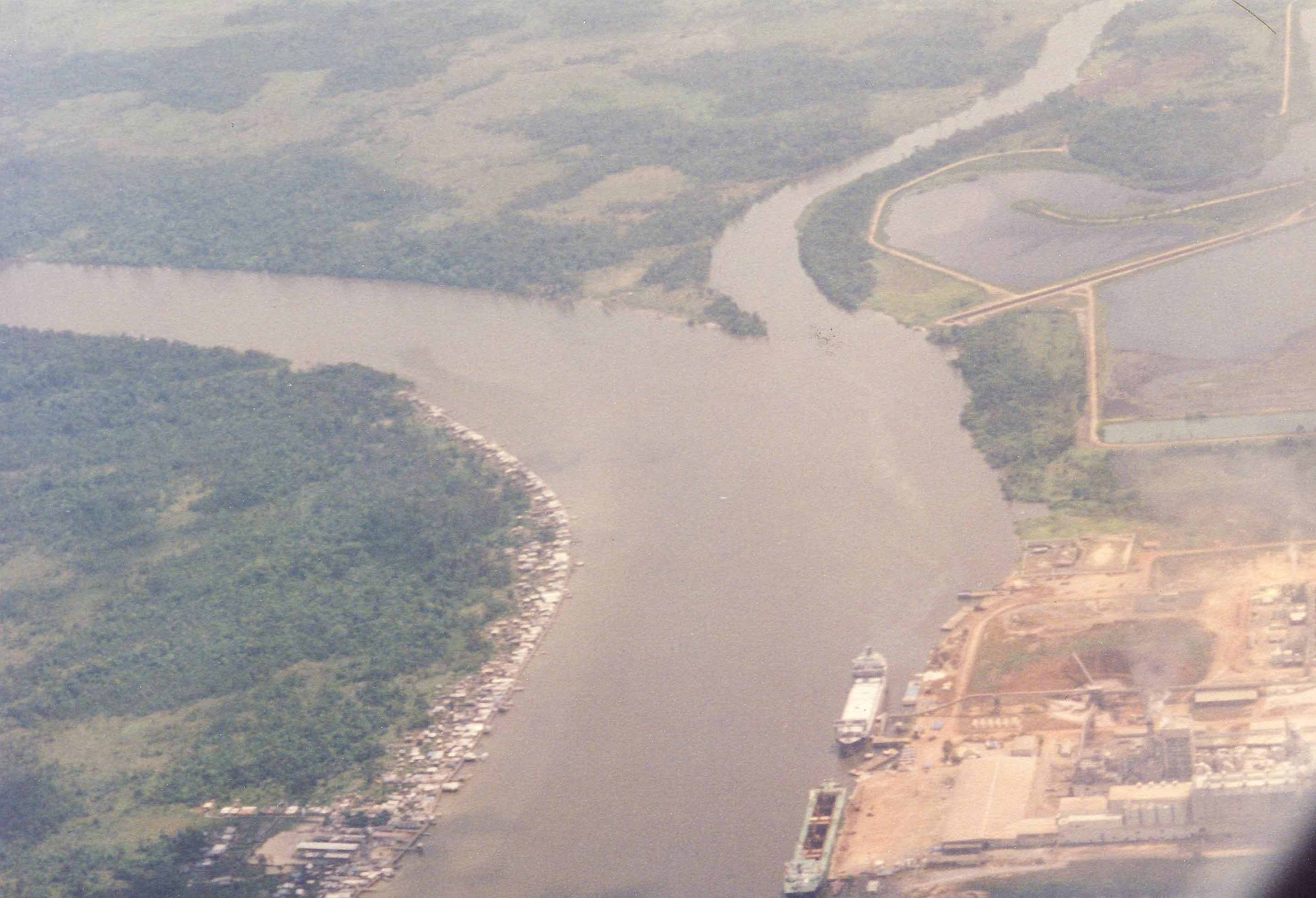
Blick auf den Rio Jari mit dem Zellulosewerk, Schiffsverladung und Chlor verseuchten Seen im Hintergrund – 1995

1978 ließ er mit seiner Firma eine Zellulosefabrik in Japan bauen und sie auf einem schwimmenden Ponton ankommend direkt im Urwald am Jari-Fluss aufstellen. Für diesen Fabriktransport auf einem schwimmenden Ponton benutzte er eine neuartige Technologie, die in Finnland entwickelt worden war. Es wurden zwei Plattformen hergestellt. Auf der einen wurde die Zellulosefabrik angeliefert, die andere enthielt ein Öl-Kraftwerk (mit Holzpalletoption) für 55 Megawatt zur Produktion der notwendigen Energie, denn es gab in dieser Urwaldgegend damals keine eigene Energiequelle. Schon im Jahr 1980 kam die Zelluloseproduktion auf 200.000 Tonnen.
Daniel Keith Ludwig war mit seinem Projekt gescheitert und schenkte dem brasilianischen Staat die Pflanzungen und die dazugehörige Fabrik wie auch die inzwischen gebaute Eisenbahnlinie Estrada de Ferro Jari. Er hinterließ auch eine Umweltkatastrophe, da die chlorhaltigen Abwässer der Fabrik einfach in einen künstlichen See geleitet wurden und dort in das Grundwasser sickerten. Bis heute wurde dieser Schaden nicht saniert.

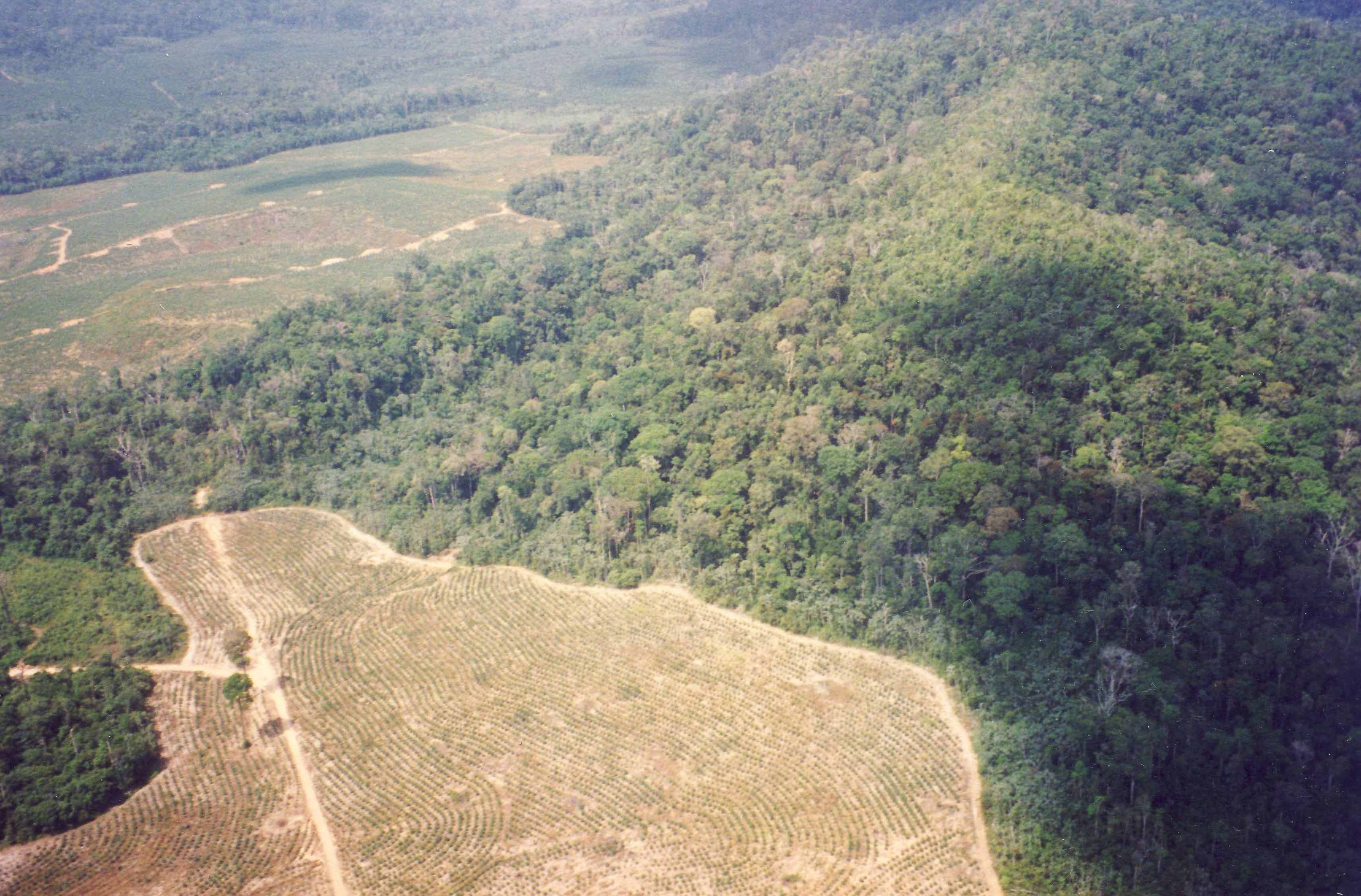
Versuche mit dem Anbau von Eukalyptus in Form von Inseln im nativen Urwald von Amazonien – Luftaufnahme in Jari 1995

Der brasilianische Staat übertrug die Verantwortung für die Weiterführung des Projektes an die Minengesellschaft Caemi. Es begann eine lange Zeit der Versuche, die Pflanzung von Eukalyptus im tropischen Regenwald ökologischer zu gestalten. Die Setzlinge wurden durch Zucht verändert, und die Pflanzungen wurden in Form von runden Inseln in den Urwald hineingelegt. Ruhezeiten nach der Ernte einer Baumgeneration sollten das Gelände regenerieren. Trotzdem kämpft das Projekt Jari bis heute damit, eine ideale Form der Symbiose in der Pflanzung von Eukalyptusbäumen für die Zellulosegewinnung und dem Erhalt des umliegenden Urwalds herzustellen. Im Jahr 1992 lag die Zelluloseproduktion bereits bei 280.000 Tonnen.
Inzwischen wurde das Projekt Jari zu einem großen Industriekomplex ausgebaut. Neben der Zellulosefabrik befindet sich ein Werk für Kaolin, welches am anderen Flussufer über Tage gefunden wurde. Ein weiteres Werk verarbeitet den Grundstoff Bauxit für den Weitertransport. Auch dieser Rohstoff kommt meist mit der Bahn aus einer Mine im Hinterland. Der Konzern Caemi wurde zwischenzeitlich vom Minenkonzern Vale do Rio Doce übernommen.
Im Jahr 2000 übernahm die ORSA-Gruppe das Projekt Jari und die Produktion wurde weiter gesteigert. In der Fabrik werden mittlerweile nicht nur die Eukalyptuswälder der Umgebung verarbeitet, sondern auch Holz aus anderen Regionen Brasiliens, das per Schiff angeliefert wird. Im Jahr 2004 kam die Produktion von Zellulose auf das Rekordergebnis von 358.200 Tonnen (Zuwachs im Verhältnis zu 2003 um 5 %). Die ORSA-Gruppe versucht, der Papierproduktion im Amazonien einen grünen Anstrich zu geben. So werden neuerdings Recycling-Projekte an brasilianischen Schulen von ORSA gefördert. Man behauptet, die Pflanzung von Eukalyptus in Regenwald nun im Griff zu haben und im Einklang mit der Natur den Anbau zu betreiben.
Da sich die Nachfrage nach Cellulose nicht gleichmäßig zeigt, sondern sich in Schüben (pig-cicle) entwickelt, wurde die Fabrikproduktion von Jari durch ORSA seit 2008 mehrmals heruntergefahren. Ein Tiefpunkt wurde 2013 erreicht, als die Produktion von ORSA völlig gestoppt wurde. Seit 2018 befindet sich die Produktion nun wieder im Aufschwung und soll von 250.000 Tonnen wieder auf 300.000 Tonnen Zellstoff ausgebaut werden.